# 지리나베
지리나베(일본어: ちり鍋)는 흰살 생선을 잘라 두부, 채소 등과 함께 냄비에 넣고 끓여서 초간장에 찍어 먹는 일본 냄비 요리이다. 한국에는 대구지리, 복지리 등이 있다.